# Tatoosh
M/Y Tatoosh är en superyacht tillverkad av Nobiskrug i Rendsburg. Hon levererades 2000 till sin ursprungliga ägare Craig McCaw, dock bara ett år senare köpte Paul Allen superyachten för $100 miljoner efter att McCaw behövde få in kapital för att expandera sina verksamheter inom branschen för telekommunikation. Tatoosh designades av Kusch Yachts och Studio Yacht medan Terence Disdale designade interiören. Superyachten är 92,42 meter lång och har en kapacitet på 20 passagerare plus en besättning på 30 besättningsmän. Den har också en helikopter.
2010 satte Allen upp Tatoosh till försäljning för ett säljpris på $160 miljoner, ingen var dock intresserade att betala dessa pengar så Allen tog bort den från marknaden 2014.

## Bilder

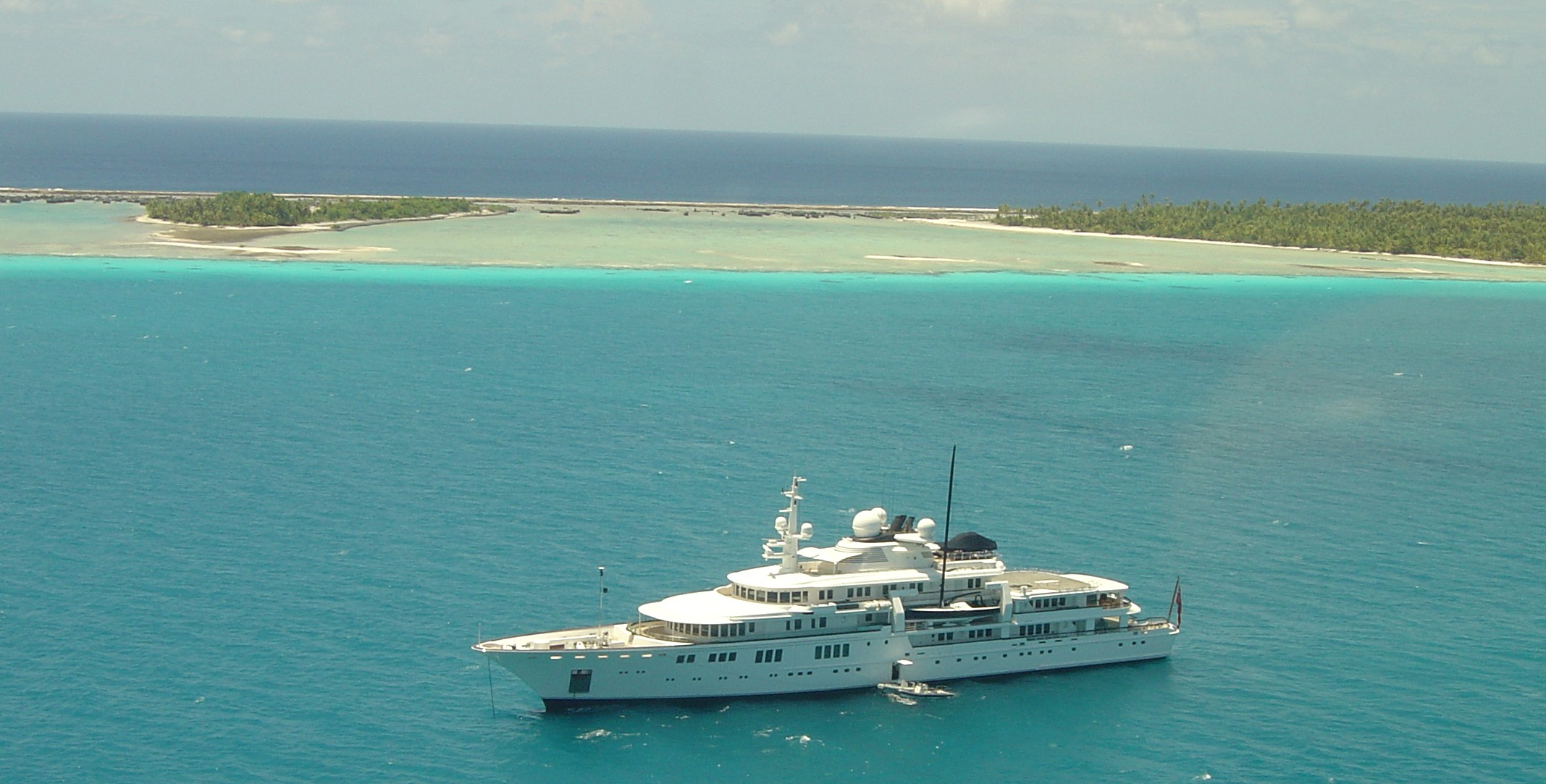
Tatoosh i Rangiroa-atollen, 2009.
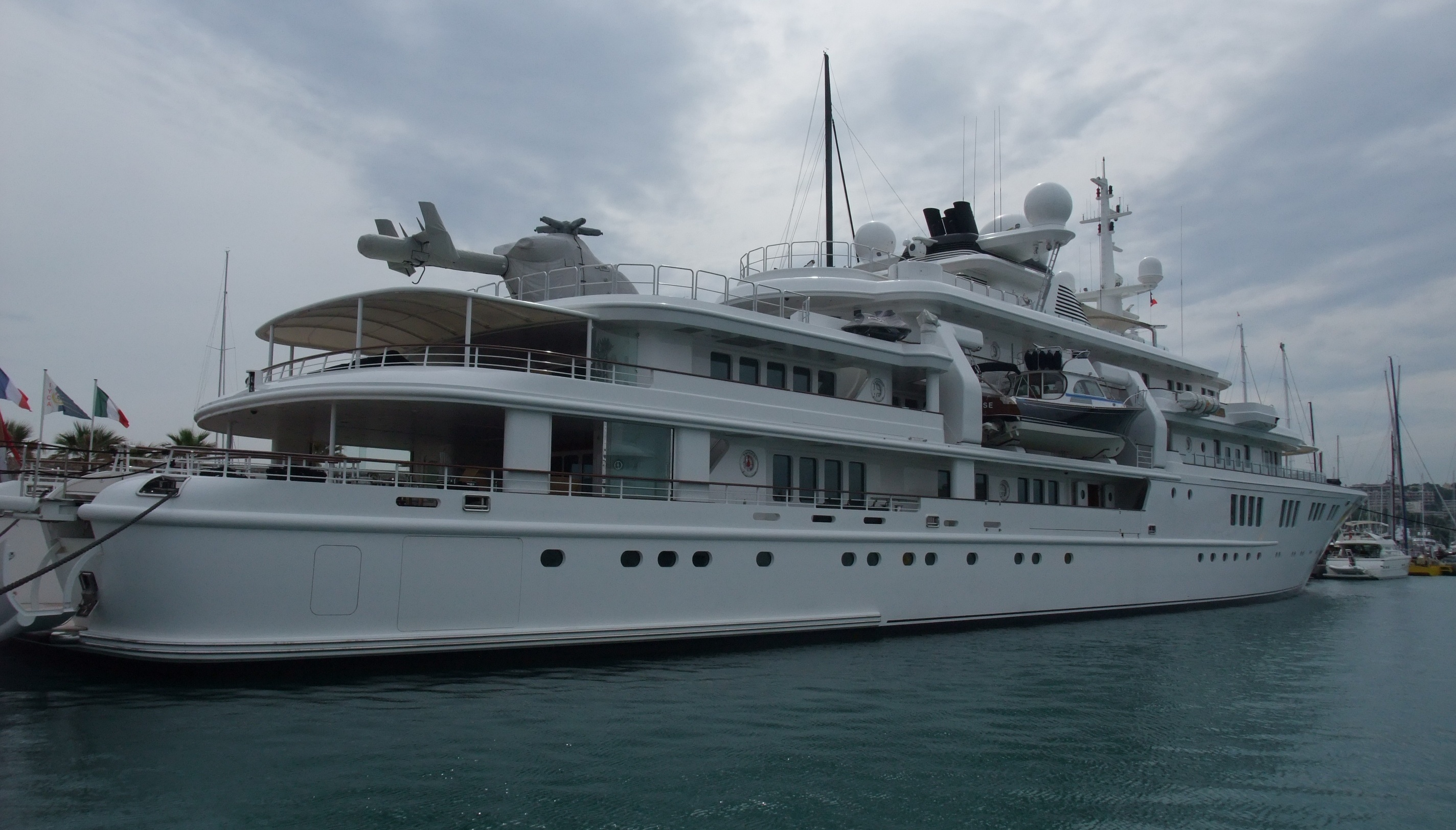
Tatoosh i Antibes i Frankrike, 2009.